# Yagan Railway
Yagan Railway Co.,Ltd. (野岩鉄道株式会社, Yagan Tetsudō Kabushiki-gaisha) est une compagnie de transport de passagers qui exploite une ligne ferroviaire dans la préfecture de Tochigi et préfecture de Fukushima au Japon. Son siège social se trouve dans la ville de Nikko.

## Histoire
La compagnie a été fondée le 20 novembre 1981. Le 9 octobre 1986, elle commence à exploiter la ligne Aizu Kinugawa appartenant auparavant à la Japan Railway Construction Public Corporation.

## Ligne
La compagnie possède une seule ligne.
| Ligne               | Nom japonais | Terminus                           | Longueur (km) | Gares |
| ------------------- | ------------ | ---------------------------------- | ------------- | ----- |
| Ligne Aizu Kinugawa | 会津鬼怒川線 | Shin-Fujiwara - Aizukōgen-Ozeguchi | 30,4          | 9     |

## Matériel roulant

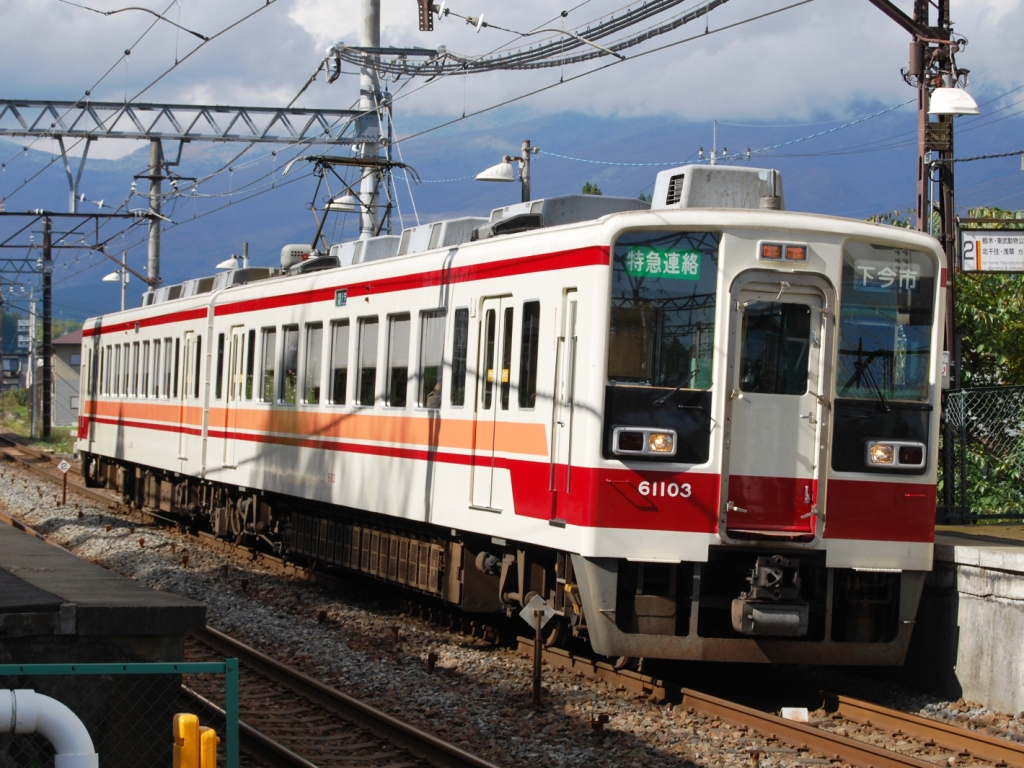
Série 6050